# Jean Maïa
Pour les articles homonymes, voir Maïa.
Jean Maïa (Jean Florent Georges), né le 24 juin 1970 à Antibes, est un haut fonctionnaire français.
Conseiller d'État, il a été secrétaire général du Conseil constitutionnel entre août 2017 et mars 2025.

## Biographie

### Jeunesse et études
Il est admis en 1989 à l'École normale supérieure de la rue d'Ulm. Il est également diplômé de l'Institut d'études politiques de Paris en 1993. Il est admis à l'ENA en 1995, au sein de la promotion "Marc Bloch". Il y a pour camarades Édouard Philippe, Benoît Ribadeau-Dumas et Olivier Ferrand.

### Parcours professionnel
Parvenant à en sortir dans la « botte », il intègre le Conseil d'État, où il est nommé auditeur de 2e classe par décret du 29 avril 1997. Il est ensuite nommé auditeur de 1re classe à compter du 1er octobre 1998, maître des requêtes à compter du 28 avril 2000 puis conseiller d’État le 1er août 2012.
Il effectue la majeure partie de sa carrière en détachement du Conseil d'État.
Au cours de sa carrière, Jean Maïa a participé à de nombreuses commissions. Il a notamment été rapporteur du XVIe rapport du Conseil des impôts, en 1999. Entre 1999 et novembre 2002, il était membre de la Commission de contrôle du mobilier national et, jusqu'en septembre 2000, de la Mission juridique du Conseil d’État auprès du ministère de l’emploi et de la solidarité. Conseiller juridique de la Mission d’étude de la spoliation des biens juifs sous l'occupation en 1999, Jean Maïa a aussi été le rapporteur de la Mission d’étude en vue de la création d’un médiateur au ministère de l’économie, des finances et de l’industrie, d'octobre à décembre 2001.
Entre septembre 2000 et février 2002, il est responsable du centre de documentation du Conseil d'État. Il rédige les chroniques de la jurisprudence fiscale dans les revues spécialisées.
Entre 2002 et 2006, il est conseiller juridique auprès du secrétariat général du comité interministériel pour les questions de coopération économique européenne (SGCI) devenu le Secrétariat général des affaires européennes (SGAE). En 2006, il est nommé conseiller pour la qualité de la réglementation au Secrétariat général du Gouvernement. Entre 2006 et 2012, il y est chef de service de la législation et de la qualité du droit,,.
Entre 2012 et 2013, il est conseiller juridique au sein du cabinet du ministre de l'économie et des finances, Pierre Moscovici.
Le 19 décembre 2013, il est nommé directeur des affaires juridiques à l'administration centrale des ministères économiques et financiers. Il est également nommé membre du conseil d'administration de l'Institut national des hautes études de la sécurité et de la justice en qualité de représentant de l'État en septembre 2016. À Bercy, il s'occupe notamment de la transposition des directives européennes relatives aux marchés publics et aux concessions. Il est également le maître d'œuvre de la codification du futur code de la commande publique, qui est « une réécriture complète des règles de la commande publique » destinée à « rendre ce droit beaucoup plus cohérent et lisible » en rassemblant dix-sept textes législatifs en un seul code. Il s'attelle également au chantier de la numérisation de la passation des contrats de la commande publique, afin d’atteindre une dématérialisation complète au 1er janvier 2018.
Il est nommé secrétaire général du Conseil constitutionnel à compter du 28 août 2017,, en remplacement de Laurent Vallée, démissionnaire qui devient alors secrétaire général du groupe Carrefour. Jean Maïa est placé en position de détachement afin d'occuper ce poste. Il quitte ses fonctions en mars 2025 et voit Aurélie Bretonneau lui succéder.
Il est nommé président de la Haute Autorité pour la transparence de la vie publique et prend ses fonctions le 1er avril 2025.
Il est nommé chevalier de la Légion d'honneur par décret du 30 décembre 2017.

## Œuvres et publications
- « La contrainte européenne sur la loi », Pouvoirs, vol. 114, no 3, 2005, p. 53-71[27]
- "Les nouvelles dispositions sur les contrats de la commande publique", Revue française de droit administratif (RFDA) du 17 juin 2016, no 2, p. 197
- "Le contrôle des cavaliers législatifs, entre continuité et innovations", Titre VII, no 4, avril 2020[28]